# Миядзава, Кэндзи
Кэндзи Миядзава (яп. 宮沢賢治 Миядзава Кэндзи, 27 августа 1896 года — 21 сентября 1933 года) — японский поэт и автор детской литературы. Был приверженцем учения буддийской Сутры Лотоса (в традиции Нитирэн), смысл которой доносил в своём творчестве. Также был вегетарианцем, играл на виолончели.

## Биография
Кэндзи Миядзава родился 27 августа 1896 года в селе Ханамаки, в префектуре Иватэ в семье зажиточных и благочестивых ростовщиков-буддистов. Он был самым старшим из пяти детей в семье. С юных лет Миядзаву очень угнетало то, что богатые родственники живут на широкую ногу за счёт скудных сбережений крестьян.
В 1918 году Миядзава окончил Высшую школу сельского хозяйства и лесоводства в Мориоке, где оставался в течение двух лет аспирантом, проводя исследования почвы. Миядзава самоучкой выучил иностранные языки: английский, немецкий и эсперанто; увлекался классической музыкой, биологией, геологией и астрономией. Он был ярким студентом, и научный руководитель хотел сделать Кэндзи ассистентом профессора.
Но академической карьере Кэндзи помешали разногласия с отцом. Кэндзи был отвратителен семейный ростовщический бизнес и получение процентной прибыли от отданного под залог имущества бедных крестьян. Это привело к передаче прав наследования ломбардом младшему брату, который, в итоге, под влиянием старшего брата преобразовал ломбард в скобяную лавку. К этим семейным неурядицам прибавилось разочарование Миядзавы в своих попытках обратить отца-амидаиста к особому почитанию Сутры Лотоса. Миядзава считал идеологию буддистской школы Дзёдо несостоятельной и презирал её озабоченность деньгами и социальным статусом. Не найдя в семье понимания своих религиозных и социальных взглядов, будущий писатель в 1921 году уезжает в Токио.
Будучи со своим другом в Токио, Миядзава познакомился с творчеством поэта Сакутаро Хагивара, которое вдохновило его к литературной деятельности. В столице Миядзава пробыл девять месяцев. В течение этого времени он усердно посещал учебную группу буддийской традиции Нитирэн и написал много детских рассказов. Молодой писатель был вынужден вернуться в родной город из-за болезни и последующей смерти своей любимой сестры Тосико. Это событие стало глубочайшим потрясением в жизни Миядзавы, в ночь после её смерти он пишет три прощальных стихотворения: «Утро расставания» (永訣の朝), «Сосновые иглы» (松の針) и «Безмолвный плач» (無声慟哭).
|                                            | けふのうちに とほくへいってしまふわたくしのいもうとよ みぞれがふっておもてはへんにあかるいのだ |  | Моя маленькая сестричка Сегодня уже будет так далеко отсюда. За окном идёт мокрый снег, но всё залито ясным светом. |  |
| Кэндзи Миядзава, «Утро расставания» (1922) |                                                                                                |  | |  |

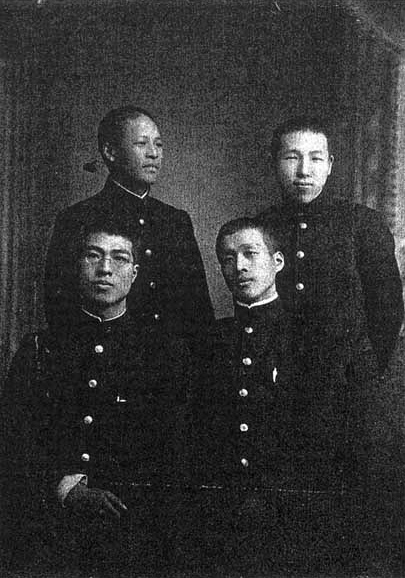
Кэндзи Миядзава (стоит справа) и редакторский коллектив студенческого сельскохозяйственного журнала «Адзариа», 1917 год

В декабре 1921 года Миядзава становится преподавателем сельскохозяйственной средней школы в Ханамаки (花巻学校). В течение небольшого времени он также вёл курсы для взрослых, адресованные в первую очередь крестьянам и посвящённые улучшению методов ведения общинного хозяйства. Для учеников их учитель был эксцентричным чудаком, который настаивал, чтобы обучение протекало через фактический, личный опыт изучения окружающего мира. Он часто берёт с собой детей из класса как для обучения на открытом воздухе, так и просто для приятных прогулок по полям и горам. Кроме того, дети устраивали представления, сценарии к которым они писали самостоятельно.
Кэндзи Миядзава с 31 июля по 12 августа 1923 года совершил поездку с Хоккайдо на Южный Сахалин, в поисках души своей умершей от туберкулёза 27 ноября 1922 года в 24 года младшей сестры Тоси Миядзавы, так как он думал что её душа отправилась на север, и во время которой совершил поездку по Карафутской железной дороге (ныне Сахалинская железная дорога) с юга на север до станции Сакаэхама (ныне закрытая станция Стародубское) в селе Сакаэхама (Стародубское), которая в то время была самой северной железнодорожной станцией Японии. Как считается, именно поездка по Карафутской железной дороги и посещение станции Сакаэхама вдохновила его на написание стихотворения-верлибра на смерть сестры Тоси «Охотская элегия» (オホーツク挽歌), на создание первых набросков литературного сборника «Весна и Асура» (春と修羅, Хару то Сюра) и на начало работы над своим знаменитым произведением о смерти, романом-аллегорией «Ночь на галактической железной дороге» (銀河鉄道の夜, Гинга-тэцудо:-но ёру). Также встречается и другой перевод заглавия — «Ночь в поезде на серебряной реке» (например, в сборнике «Звезда Козодоя»).
В 1924 году сбережениями со скудной зарплаты он смог финансировать издание своего первого сборника детских рассказов и сказок «Ресторан с большим выбором блюд» (注文の多い料理店, Тюмон но Оои Рё: ритэн) и часть стихотворного сборника «Весна и Асура» (春と修羅, Хару то Сюра). Хотя эти книги не имели коммерческого успеха, Миядзава привлёк внимание поэтов Котаро Такамура и Симпэй Кусано, которые восхищались его творчеством и представили работы Кэндзи литературному миру.
В 1926 году Миядзава оставил учительский пост и вплоть до своей смерти в 1933 году вёл борьбу за улучшение материальной и духовной жизни бедных крестьян родной провинции. Он пытается самостоятельно заниматься земледелием, внедряет новые сельскохозяйственные технологии и новые сорта семян. Существует его известное произведение «Общее вступление к искусству агрономии», написанное в стихах. В 1926 году Миядзава создаёт «Ассоциацию крестьян Расу» для помощи малоимущим, учит земледельцев правильно употреблять удобрения, улучшать урожаи риса, путешествует по деревням с лекциями по науке культивирования риса и раздаёт деньги нуждавшимся. Помимо агрономической деятельности, Ассоциация также занималась музыкой и проведением разнообразных культурных мероприятий.

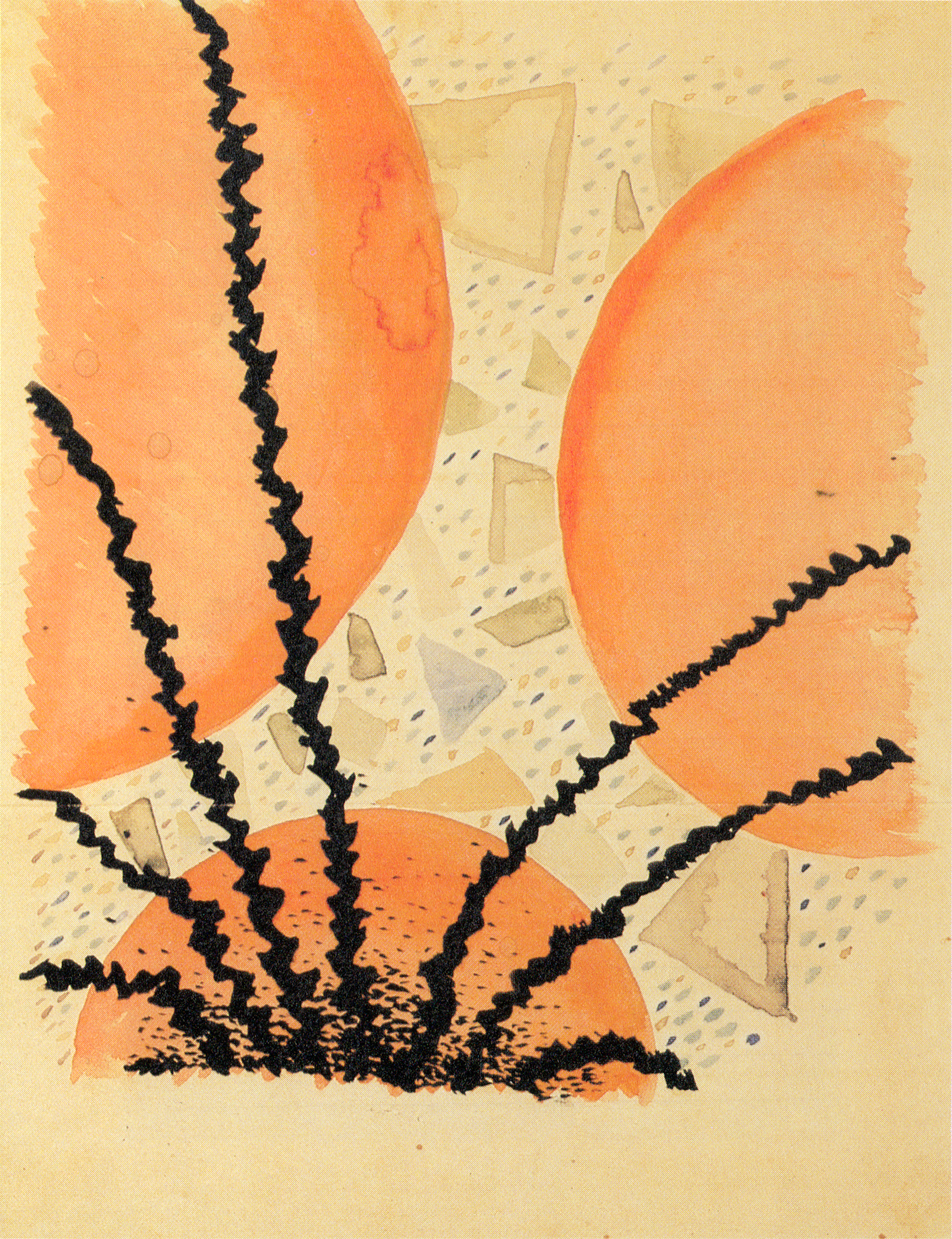
«Красные шары». Рисунок Кэндзи Миядзавы

Тяжёлая физическая работа подкосила хрупкое здоровье (долгие годы Миядзава страдал от туберкулёза), и в 1931 году он заболевает плевритом, который не оставлял его с этих пор до конца жизни.
Последним крупным начинанием Миядзавы была его работа над созданием в 1931 году фирмы по производству сельскохозяйственных удобрений. Его отец создал фонд, чтобы помочь компании расширяться, и воодушевлённый Миядзава работал с повышенным рвением. Но плеврит возвратился, и писателя приковало к постели до самой его смерти 21 сентября 1933 года.
Народ префектуры Иватэ почитает Миядзаву как «Кэндзи-бодхисаттву» за его старания помочь бедным крестьянам.

## Семья
- Отец — Сэйдзиро Миядзава (1874—1957)
- Мать — Ити Миядзава (1877—1963)
- Брат — Сэйроку (1904—2001)
- Сёстры
  - Тоси (1898—1922)
  - Сигэ (1901—1987)
  - Куни (1907—1981)

## Литературное наследие
Миядзава был одарённым и плодовитым автором; особенность его работ — острая любовь к земле и людям. Работая быстро, он написал большое количество детских рассказов, весёлых и юмористических, предназначенных для нравственного воспитания читателя. Также им созданы несколько пьес для своих учеников. Хотя Миядзава и писал стихи в классической форме танка, основной объём его литературного наследия — приблизительно 400 поэм, написанных в свободном стиле (верлибре) и датированных 1922—1933 годами.
Его поэмы отличаются большой свободой в манере изложения своих мыслей, обильным использованием научных терминов, иностранных слов, китайских грамматических конструкций, санскритских фраз и даже иногда слов на эсперанто; широким употреблением разговорного языка, нетрадиционными предметами и образами; смелыми рисунками ритма и интонации, полученными за счёт аллитераций и повторений гласных звуков.
Миядзава был знаком с работой предшествовавших ему ранних поэтов-модернистов, и его обеспокоенность тяжёлым положением крестьян и временами настойчивая демонстрация сугубо личных переживаний показывает, что Миядзава отдавал долг пролетарскому движению и романтическим школам.
Его специфическая поэтическая манера происходит из двух источников. Первый — синестезия, ставшая очевидной после его знакомства в течение 1921—1926 годов с музыкой Дебюсси, Вагнера и Штрауса. Близко связаны с этим источником и его мистические видения, в которых он лицезрел бодхисаттву Каннон, Будду, борьбу демонов или слышал демонические крики.
Второй и самый большой источник его поэзии происходит из следования Миядзавы буддийским идеалам, через безбрачие, отказ от материальных ценностей и жизни в серьёзнейшем самоотречении. Его поэзия — это история духовного восхождения, написанная с болью или иронией о триумфах и падениях на духовном поприще. В сборнике стихов «Весна и Асура» Миядзава называет себя неистовым, злым демоном, асурой, который по своему естеству вынужден сражаться со всеми вокруг. Он часто празднует обновление окружающего мира и радуется небу, облакам, снегу и горам. Или в громе и дожде, в уничтоженных стихией полях риса чувствуется его подавленное молчание. Миядзава изо всех сил старался помогать окружающим его людям преодолевать бедность и мучения и был больше образцом сострадательного человека, чем сознательным поэтом. Такамура Котаро видел Миядзаву не просто формальным, академическим стихотворцем, но человеком, сделавшим свою жизнь поэзией.

## Народная память
После смерти Миядзавы в его доме было обнаружено множество рукописей и черновиков, и, благодаря помощи друзей из литературных кругов, в 1934—1935 годах был издан трёхтомник сочинений Миядзавы. На сегодняшний день собрание сочинений Миядзавы составляет 18 томов стихов, рассказов и повестей.
В ознаменование 50-й годовщины смерти писателя на его родине в Ханамаки в 1982 году был открыт музей. Экспозиция представляет собой некоторое количество рукописей и личных вещей автора, уцелевших от американских бомбёжек во время Второй мировой войны.
В 1996 году столетний юбилей Миядзавы Кэндзи праздновался выставками не только на его родине в префектуре Иватэ, но и по всей Японии. Многочисленные книги, телепередачи, документальные и художественные (см. ниже) фильмы стали свидетельством того, что Кэндзи действительно является народным писателем.
Хотя Миядзава Кэндзи является одним из самых читаемых авторов в Японии, он относительно мало известен за её пределами.

## Экранизации
Произведения Миядзавы Кэндзи неоднократно экранизировались, большей частью в виде анимационных лент. Первая экранизация состоялась в 1940 году. Это был полнометражный игровой фильм «Матасабуро-Ветер» (風の又三郎) режиссёра Сима Кодзи. Наиболее значимые анимационные экранизации:
- 1960 — режиссёр Кэйко Кодзоноэ экранизировал сказку «Оппель и слон» в антологии Mittsu no Hanashi.
- 1982 — режиссёр Исао Такахата экранизировал рассказ «Виолончелист Госю» (セロ弾きのゴーシュ) в виде полнометражного анимационного фильма.
- 1985 — режиссёр Сугии Гисабуро экранизировал «Ночь на Галактической железной дороге» в виде полнометражного анимационного фильма.
- 1988 — режиссёр Ринтаро экранизировал повесть «Матасабуро-Ветер» в виде односерийного OVA.
- 1993 — режиссёр Таданари Окамото экранизировал рассказ «Ресторан с большим выбором блюд» в виде полнометражного анимационного фильма.
- 1994 — режиссёр Рютаро Накамура экранизировал повесть «Жизнь Гуско Будори» (グスコーブドリの伝記) в виде полнометражного анимационного фильма.
- 2006 — режиссёр и художник-постановщик студии Ghibli Кадзуо Ога снял анимационный фильм «Ночь Танэямагахары» (種山ヶ原の夜) по мотивам одноимённой пьесы Миядзавы.

В 1996 году в ознаменование 100-летнего юбилея со дня рождения Кэндзи Миядзавы была выпущена биографическая анимационная картина Сёдзи Кавамори «Ихатовская фантазия. Весна Кэндзи» (イーハトーブ幻想 Kenjiの春; в амер. прокате «Весна и Хаос» [«Spring and Chaos»]). Как и в «Ночи на галактической железной дороге», герои изображены в виде кошек.

## Собрание сочинений
- 宮沢, 賢治. 宮沢賢治全集 : 全10巻 / 宮沢賢治 [著]. — 東京 : 筑摩書房, 1997. — ISBN 4-480-02160-4.

## Переводы на другие языки

### Переводы на русский язык
- Миядзава, К. Звезда Козодоя: [сб.] / Кэндзи Миядзава; пер. с яп. Е. Рябовой. — СПб.: Гиперион, 2009. — ISBN 5-89332-152-9, ISBN 978-5-89332-152-4.
- Миядзава, К. Недетские сказки Японии: [сб.] / Кэндзи Миядзава; пер. Оксаны Штык. — М.: Мир Детства Медиа, 2010. — 80 с. — ISBN 978-5-9993-0044-7.
- Миядзава, К. Бриллиант десяти сил / Кэндзи Миядзава. — М. : Мир Детства Медиа, 2012. — 34 с. — ISBN 978-5-9993-0110-9.
- Миядзава, К. Ночь в поезде на Серебряной реке: [сб.] / Кэндзи Миядзава; пер. с яп. Е. Рябовой. — М.: Истари Комикс, 2019. — 496 с. — ISBN 978-5-907014-69-5.

### Перевод на английский язык
- Miyazawa, Kenji. The Milky Way Railroad. translated by Joseph Sigrist and D. M. Stroud. Stone Bridge Press (1996). ISBN 1-880656-26-4
- Miyazawa Kenji. Night of the Milky War Railroad. M.E. Sharpe (1991). ISBN 0-87332-820-5
- Miyazawa Kenji. The Restaurant of Many Orders. RIC Publications (2006). ISBN 1-74126-019-1
- Miyazawa Kenji. Miyazawa Kenji Selections. University of California Press (2007). ISBN 0-520-24779-5
- Miyazawa Kenji. Winds from Afar. Kodansha (1992).ISBN 0-87011-171-X
- Miyazawa Kenji. Once and Forever: The Tales of Kenji Miyazawa. translated by John Bester Kodansha International (1994). ISBN 4-7700-1780-4